# مسکی
مسکی، روستایی در دهستان اسماعیل‌چات بخش مرکزی شهرستان زرآباد در استان سیستان و بلوچستان ایران است.

## جمعیت
بر پایه سرشماری عمومی نفوس و مسکن در سال ۱۳۹۵، جمعیت این روستا برابر با ۵۶ نفر (۱۳ خانوار) بوده‌است.